# 布亚摩县
布亚摩县是越南平福省下辖的一个县。面积1061.16平方千米，2019年总人口147967人。

## 地理
布亚摩县东接布当县和得农省，西接禄宁县和蒲𧎛县，南接福隆市社和富盈县，北接柬埔寨。

## 历史
2009年8月11日，福隆县析置福隆市社，并更名为布亚摩县。
2015年5月15日，布亚摩县以平山社、平新社、蒲儒社、隆平社、隆河社、隆兴社、隆新社、富盈社、富中社、福新社10社析置富盈县。

## 行政区划
布亚摩县下辖8社，县莅富义社。
- 平胜社（Xã Bình Thắng）
- 布亚摩社（Xã Bù Gia Mập）
- 多箕社（Xã Đa Kia）
- 得于社（Xã Đắk Ơ）
- 德行社（Xã Đức Hạnh）
- 富义社（Xã Phú Nghĩa）
- 富文社（Xã Phú Văn）
- 福明社（Xã Phước Minh）